# 유례 (평성후)
유례(劉禮, ? ~ ?)는 전한 중기의 제후로, 하간헌왕의 아들이다.

## 생애
원삭 3년(기원전 126년), 평성후(平城侯)에 봉해졌다.
원수 3년(기원전 120년), 다른 사람의 닭을 빼앗았다가, 봉국에 영을 내려 닭을 사서 변상한 죄로 작위가 박탈되었다. 이후 또 사기를 쳤고, 완성단용에 처하였다.

## 출전
- 사마천, 《사기》 권21 건원이래왕자후자연표
- 반고, 《한서》 권15상 왕자후표 上